# Públicos do Grêmio Foot-Ball Porto Alegrense

## Maiores públicos do Grêmio
Exceto os jogos onde constam relacionados os públicos presentes e pagantes, a referência é apenas aos pagantes, jogos no Estádio Olímpico.
1. Grêmio 0–1 Ponte Preta - Campeonato Brasileiro - 98.421, em 26 de abril de 1981 (85.751 pagantes).
2. Grêmio 0–0 Flamengo - Campeonato Brasileiro - 74.238, em 21 de abril de 1982.
3. Grêmio 2–1 Peñarol - Libertadores da América - 73.093, em 28 de julho de 1983.
4. Grêmio 1–1 Internacional - Campeonato Gaúcho - 72.893, em 29 de novembro de 1981 (64.767 pagantes).
5. Grêmio 0–0 Internacional - Campeonato Gaúcho - 72.569, em 5 de novembro de 1980 (63.522 pagantes).
6. Grêmio 0–0 Internacional - Campeonato Brasileiro - 71.621, em 9 de fevereiro de 1989.
7. Grêmio 2–1 Sport - Copa do Brasil - 62.807, em 2 de setembro de 1989.
8. Grêmio 0–1 Flamengo - Campeonato Brasileiro - 62.256, em 25 de abril de 1982.
9. Grêmio 2–1 São Paulo - Campeonato Brasileiro - 61.585, em 30 de abril de 1981 (53.388 pagantes).
10. Grêmio 0–1 Internacional - Campeonato Gaúcho - 60.328, em 29 de setembro de 1974.
11. Grêmio 1–0 Vasco- Campeonato Brasileiro - 60.248, em 31 de março de 1982.
12. Grêmio 1–0 Flamengo - Copa do Brasil - 58.205, em 31 de maio de 1995 (48.950 pagantes).
13. Grêmio 4–0 Internacional - Campeonato Gaúcho - 58.000, em 2 de junho de 1968 (público presente).
14. Grêmio 1–1 Vasco- Campeonato Brasileiro - 57.965, em 30 de julho de 1978.
15. Grêmio 2–1 Internacional - Campeonato Gaúcho - 57.407, em 13 de agosto de 1995 (42.232 pagantes).

## Maiores públicos daArena do Grêmio
Última atualização: 22 de agosto de 2022 (parcial).
| Ordem | Público Pagante | Público Total | Mandante | Placar | Visitante              | Data                   | Competição                    | Refs.  |
| ----- | --------------- | ------------- | -------- | ------ | ---------------------- | ---------------------- | ----------------------------- | ------ |
| 1     | 60 100          | 60 100        | Grêmio   | 2–1    | Hamburgo               | 8 de dezembro de 2012  | Partida amistosa              | [ 1 ]  |
| 2     | 52 233          | 55 337        | Grêmio   | 1–1    | Atlético Mineiro       | 7 de dezembro de 2016  | Copa do Brasil de 2016        | [ 2 ]  |
| 3     | 51 256          | 55 188        | Grêmio   | 1–0    | Lanús                  | 22 de novembro de 2017 | Copa Libertadores de 2017     | [ 3 ]  |
| 4     | 51 065          | 54 128        | Grêmio   | 0–1    | Barcelona de Guayaquil | 1 de novembro de 2017  | Copa Libertadores de 2017     | [ 4 ]  |
| 5     | 50 116          | 54 022        | Grêmio   | 0–1    | Corinthians            | 25 de junho de 2017    | Campeonato Brasileiro de 2017 | [ 5 ]  |
| 6     | 49 893          | 53 571        | Grêmio   | 1–2    | River Plate            | 30 de outubro de 2018  | Copa Libertadores de 2018     | [ 6 ]  |
| 7     | 49 971          | 53 389        | Grêmio   | 0–0    | Internacional          | 12 de março de 2020    | Copa Libertadores de 2020     | [ 7 ]  |
| 8     | 47 622          | 53 287        | Grêmio   | 0–0    | Internacional          | 23 de outubro de 2016  | Campeonato Brasileiro de 2016 | [ 8 ]  |
| 9     | 47 687          | 52 363        | Grêmio   | 0–0    | Cruzeiro               | 2 de novembro de 2016  | Copa do Brasil de 2016        | [ 9 ]  |
| 10    | 48 035          | 51 870        | Grêmio   | 0–0    | Internacional          | 12 de maio de 2018     | Campeonato Brasileiro de 2018 | [ 10 ] |